# Phaonia pallida
Phaonia pallida este o specie de muște din genul Phaonia, familia Muscidae. A fost descrisă pentru prima dată de Fabricius în anul 1787. Conform Catalogue of Life specia Phaonia pallida nu are subspecii cunoscute.